# Coleslaw

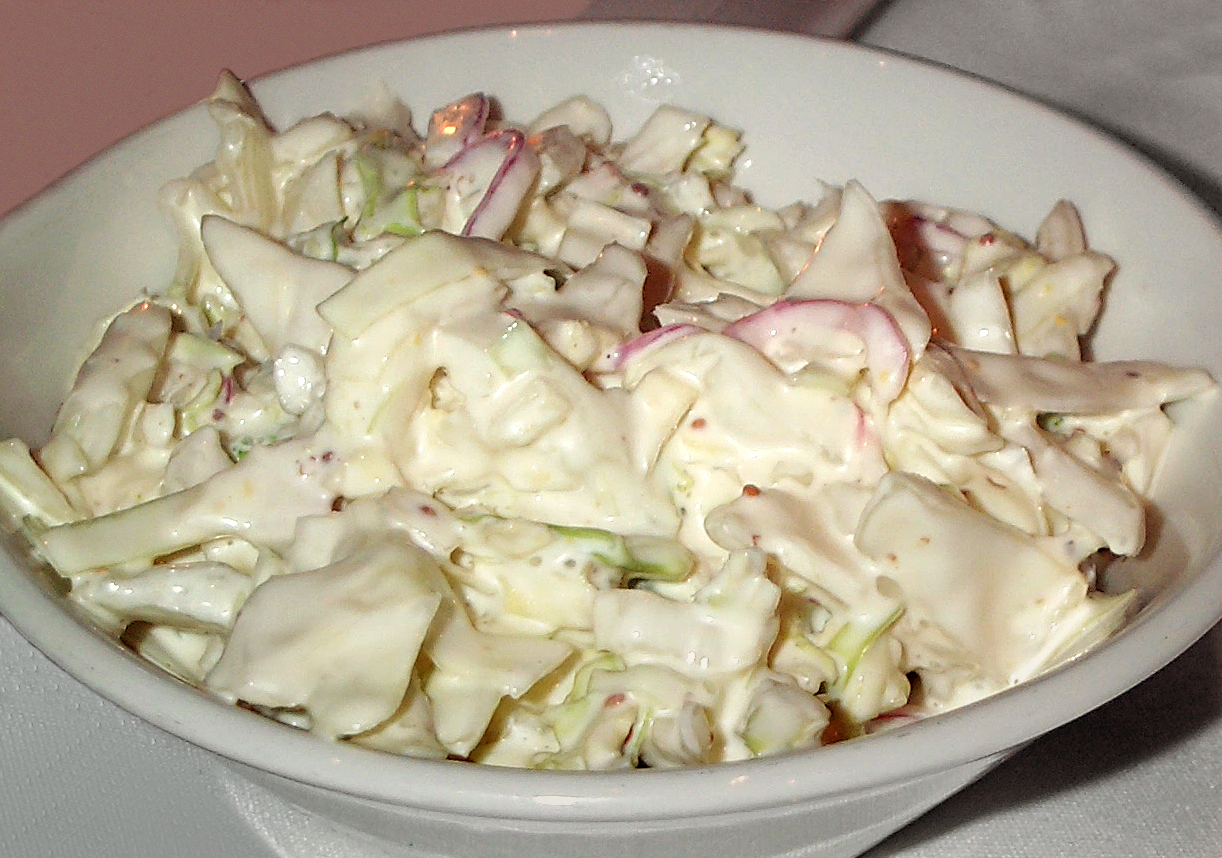
Jedna z wersji surówki coleslaw

Coleslaw (wymowa: ˈkəʊlslɔː) – surówka obiadowa, w której podstawowym składnikiem jest surowa, szatkowana kapusta biała.
W zależności od kraju lub preferencji dodawane są różne dodatki, jak: marchew, jabłko czy ananas. Jako sos używany bywa majonez lub maślanka, musztarda czy ocet. Dodaje się również różne przyprawy i zioła. Od upodobań również zależy przygotowanie, jak i proporcje składników (np. grubość szatki).
Historia surówki coleslaw sięga prawdopodobnie jeszcze kulinarnej sztuki starożytnych Rzymian, skąd została wcielona do wielu kultur kulinarnych Europy, jak i świata. Sama nazwa surówki pochodzi z języka niderlandzkiego od słowa koolsla, które jest skrótem koolsalade (surówka z kapusty).